# Les Filles de Kohlhiesel
Pour les articles homonymes, voir Kohlhiesels Töchter.

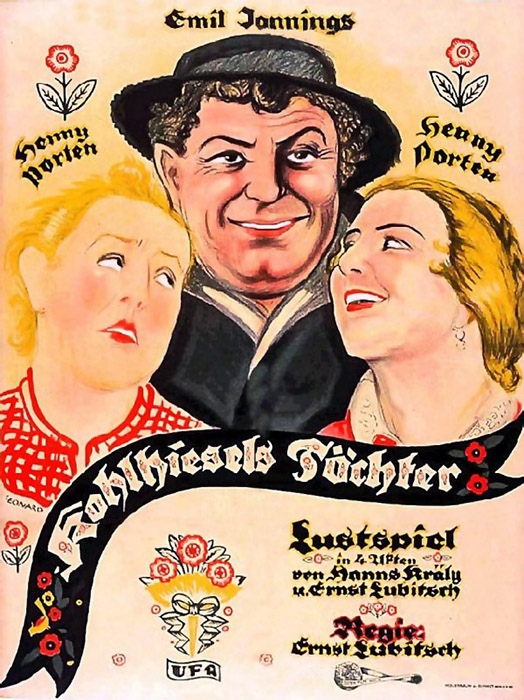
Affiche du film lors de sa sortie en 1920.

Les Filles de Kohlhiesel (Kohlhiesels Töchter) est un film muet allemand réalisé par Ernst Lubitsch, sorti en 1920. 
Lubitsch considérait ce film comme « la plus populaire de toutes les comédies que j'ai faites en Allemagne. »

## Synopsis
Pour Lubitsch : « La Mégère apprivoisée transféré dans les montagnes bavaroises. »
Un homme hésite entre deux sœurs (la même actrice interprète les deux rôles), une serveuse agressive et une godiche sentimentale, dans la neige de l'hiver.

## Fiche technique
- Titre : Les Filles de Kohlhiesel
- Titre original : Kohlhiesels Töchter
- Réalisation : Ernst Lubitsch
- Scénario : Hanns Kräly, Ernst Lubitsch
- Image : Theodor Sparkuhl
- Pays d'origine : République de Weimar
- Format : Noir et blanc - 1,33:1 - Film muet - 35 mm
- Genre : Comédie
- Durée : 63 minutes (1129 m)
- Date de sortie : 9 mars 1920

## Distribution
- Henny Porten : Liesel & Gretel (double rôle)
- Emil Jannings : Peter Xaver
- Gustav von Wangenheim : Paul Seppl
- Jakob Tiedtke : Mathias Kohlhiesel, l'aubergiste
- Willy Prager : le commerçant